# Мадат
Мадат (др.-греч. Μαδάτης) — правитель уксиев в IV веке до н. э.

## Биография
О происхождении Мадата в исторических источниках не сообщается: был ли он сам уксием или знатным персом. Однако известно, что Мадат был женат на дочери сестры Дария III.
После пребывания в Сузах македонская армия, переправившись через реку Пасатигр, вступила на территорию уксиев. По словам Арриана, жители равнин, ранее подчинявшиеся персам, сразу признали власть Александра. Однако горцы заявили, что пропустят македонян через свои земли только после уплаты подати, которую они ранее получали за проход от персидских царей. Пообещав выдать достойную плату, Александр воспользовавшись услугами проводников из Суз, разделил войско и вместе с Кратером напал на уксиев с разных сторон, перебив многих из них. «Получив такие дары», уксии, прибегнув к заступничеству находящейся в лагере противника матери Дария, с трудом смогли заключить мир, обязавшись выплачивать скотом ежегодную подать.
По свидетельству же Курция Руфа, Мадат «явно не считался с условиями времени, так как решил по долгу верности претерпеть самые крайние беды». По замечанию Шофмана А. С., Курций как выразитель антиалександровской традиции придал причине выступления правителя уксиев политический смысл. Исследователь указал, что здесь начался новый этап в антимакедонском движении, характеризующийся тем, что его возглавили силы, слабо связанные с Персидским государством и считавшиеся независимыми от него, поэтому «с особой интенсивностью боровшиеся со всякими попытками со стороны любых завоевателей навязать им свою волю». На характер иного описания событий обратил внимание и Б. Г. Гафуров. Мадат со своими сторонниками организовал оборону горной крепости. Они были поставлены в тяжёлое положение только в результате содействия македонянам людей, знакомых с местностью. Диодор Сицилийский сообщает о факте предательства. Осаждённые попытались обговорить условия сдачи, но первоначально Александр отклонил их предложение. Только в результате содействия Сисигамбис, про которую уксиям было известно, что македонский царь «любит и почитает её как мать», был прощён не только Мадат, но и все его поданные. При этом они были освобождены от уплаты дани, но вместе с тем все уксии были подчинены сатрапу Суз Абулиту. Киляшова К. А. в связи с этим эпизодом обращает внимание на политическую роль Сисигамбис. По оценке ситуации Левицким Г. М., «Александр был рыцарем большим, чем Айвенго и Дон Кихот».